# Friederike Nadig
Friederike Nadig (Herford, 11 décembre 1897 - Bad Oeynhausen, 14 août 1970) est une femme politique allemande.